# Route nationale 2 (Madagaskar)
Route Nationale 2 (RN 2) is een nationale weg in Madagaskar van 367 kilometer, de weg loopt van de hoofdstad Antananarivo naar de belangrijkste commerciële haven van Toamasina aan de oostkust van het land. De weg doorkruist de regio's Alaotra-Mangoro, Analamanga en Atsinanana.
De weg is verhard en was tot 2009 in een goede staat. Sinds de politieke crisis in 2009 in Madagaskar raakte de weg echter in verval door een gebrek aan onderhoud-en reparatiewerkzaamheden.

## Locaties langs de route
- Antananarivo
- Ambohimangakely
- Sambaina
- Ambanitsena
- Manjakandriana (48 kilometer van Antananarivo)
- Mangoro
- Moramanga (kruising met N 44)
- Analamazoatra-reservaat en Nationaal park Andasibe Mantadia
- Beforona
- Antsampanana (kruising met N 11)
- Brickaville
- Rianila
- Toamasina